# Bilopillia
Bilopillia (em ucraniano:  Білопілля; em russo:  Белополье) é uma cidade da Ucrânia, situada no Oblast de Sumy. Tem 23,08 km² de área e sua população em 2020 foi estimada em 15.981 habitantes.